# وورلد إن كونفليكت
وورلد إن كونفليكت (بالإنجليزية: World in Conflict)‏ هي لعبة من نوع استراتيجية الوقت الحقيقي. تم تطويرها بواسطة ماسيف إنترتينمنت و نشرها بواسطة يوبي سوفت.
طرحت في الأسواق في أيلول 2007. وصدرت على نظام الويندوز فقط.

## الحبكة
تدور الحبكة في عالم مغاير حيث يطلب السكرتير العام للحزب الشيوعي السوفيتي من القطر الغربي المال والمعونة الاقتصادية مقابل السلام ; يرفض القطر الغربي ممثلا بالولايات المتحدة الأمريكية عرض الاتحاد السوفيتي ويبدأ بعدها الصدام المباشر بين الكتلتين .
يبدأ الصدام بهجوم سوفيتي على برلين الغربية واختراق جدار برلين في أوروبا وفي أمريكا الشمالية يبدأ بإنزال برمائي على مدينة سياتل الأمريكية . تنضم الصين للصدام بالجانب السوفيتي لاحقا.

## روابط خارجية
- وورلد إن كونفليكت على موقع IMDb (الإنجليزية)